# Пресшпан

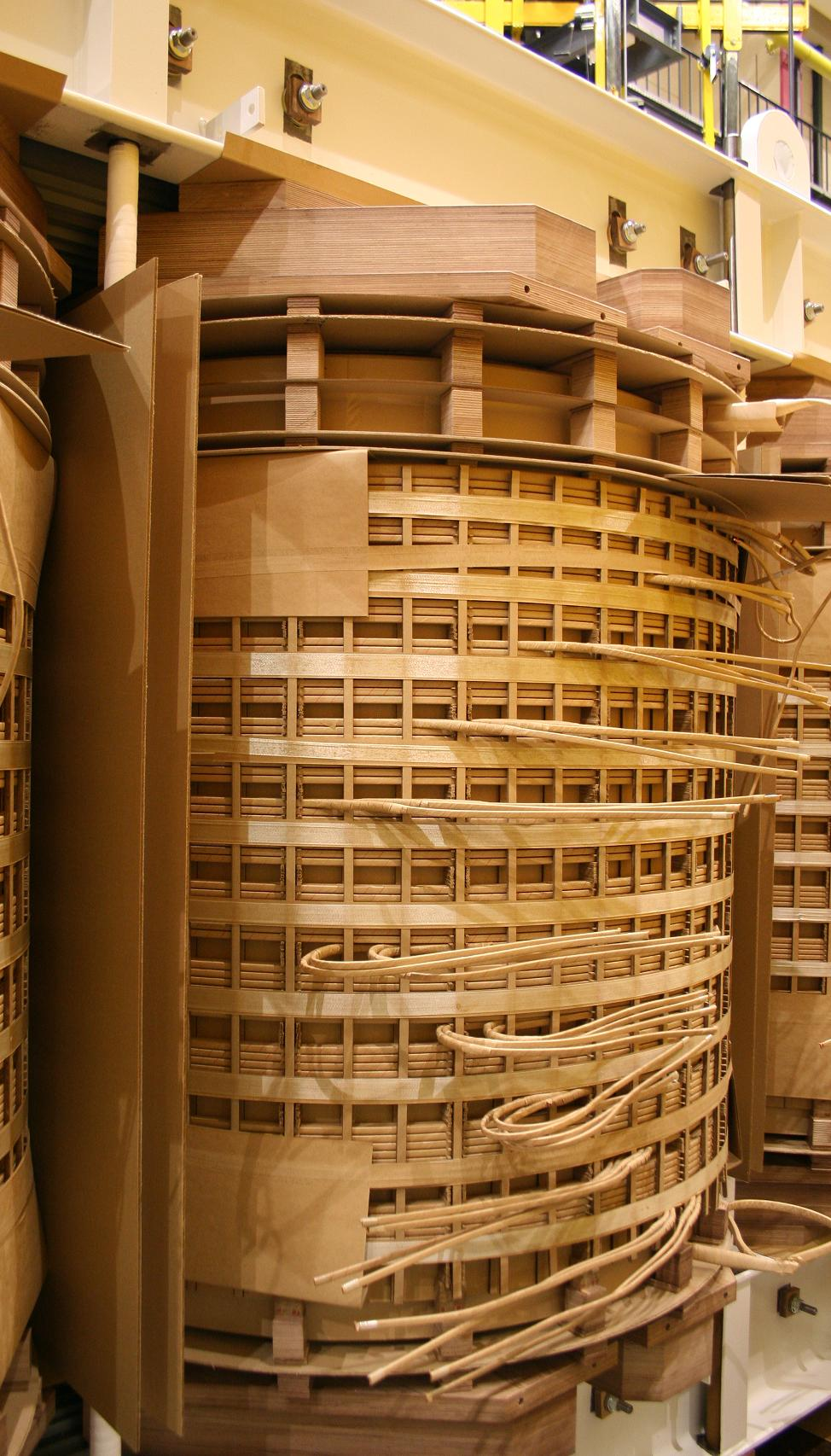
Картон як ізоляція на обмотці силового трансформатора.

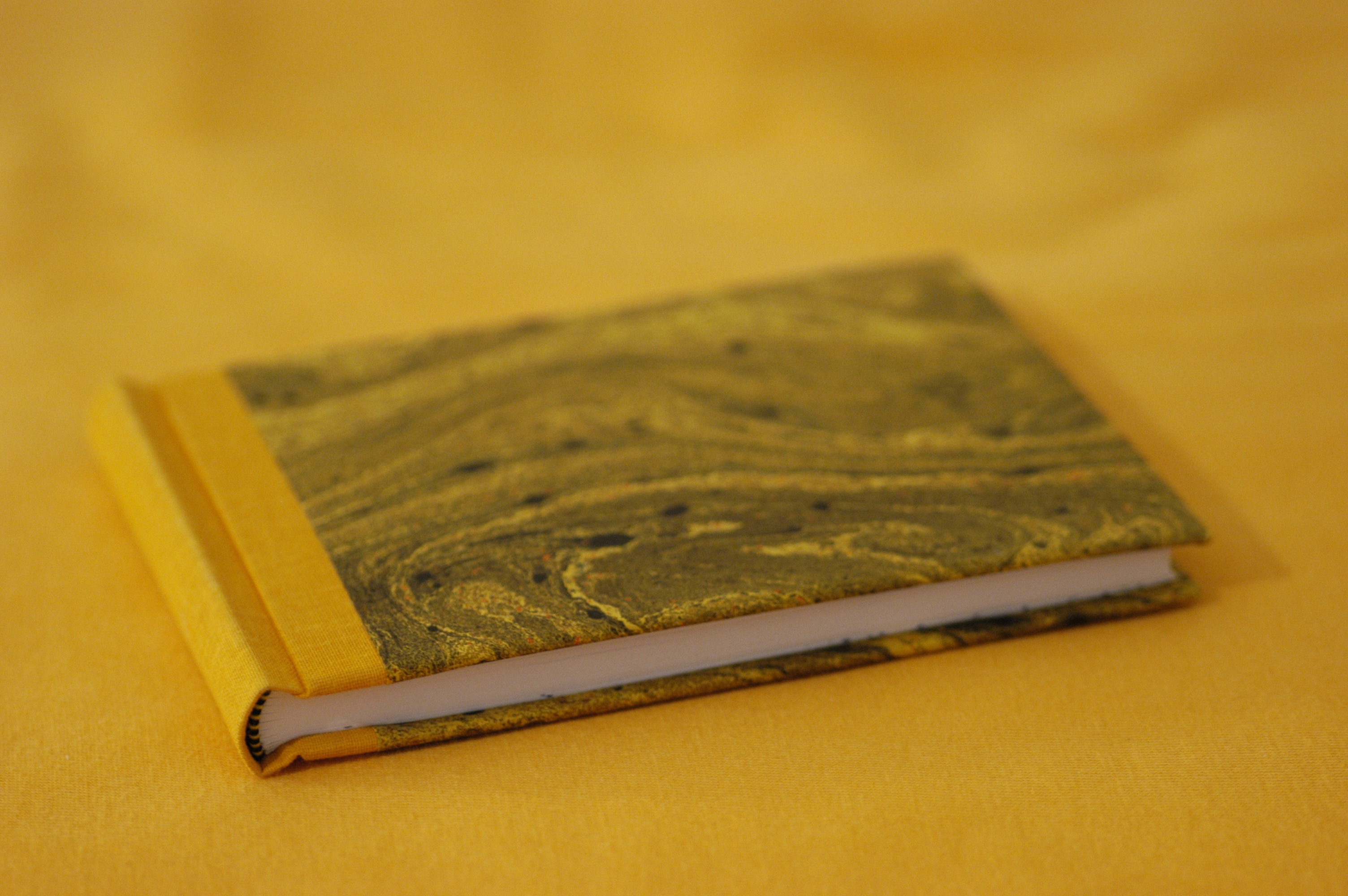
Пресшпанова політурка

Пресшпáн (нім. pressspan, preßspan) - тонкий ущільнений картон з лощеною поверхнею, який має колір природного волокна. 

## Виробництво
За допомогою папероробної машини пресшпан виготовляють з целюлози як вологе паперове полотно. Далі намотують (нашаровують) вологий папір, поки необхідна товщина кінцевого продукту (0,1 мм до 8 мм) не буде досягнута. Потім сплощують, пресують і сушать. Це дає дуже товстий, твердий, папір - як матеріал пресшпан.

## Використання
Із нього виготовляють основу для книжкових палітурок та блокнотів, теки, коробки, а також застосовують як матеріал для ізоляції в електротехніці.
Картон часто використовується для електроізолюючих компонентів.  Так виготовляють ізоляцію обмотки котушок силових трансформаторів, що часто складаються з картону, ізоляційні шари і прокладки електричних машин і приладів. 

## Утилізація
Завдяки тому, що картон складається з целюлози і не містить ніяких зв'язувальних речовин, він легко піддається біологічному розкладанню. Це, звичайно, не відноситься до трансформаторних установок та інших компонентів, які були просякнуті ізоляційними оліями або іншими хімічними речовинами.